# Thyholms kommun
Thyholms kommun var en kommun i Ringkjøbings amt i västra Danmark till 2007. Den gick då upp i Struers kommun.